# Nommo
Nommo – najważniejszy bóg w mitologii afrykańskiego ludu Dogonów. 
Nommo był synem stwórcy świata – boga Amma i Matki-Ziemi. Nommo stworzył wiele kolejnych istot na swoje podobieństwo, lecz jedna z nich się zbuntowała przeciwko Ammie. Za karę Amma poćwiartował go, a ciało rozrzucił po całym świecie. Po kilku dniach istota zmartwychwstała, jednakże wcześniej straciła penisa, który został zjedzony przez rybę.